# Palau Foscari Contarini
El Palau Foscari Contarini és un palau de Venècia, situat al barri de Santa Croce, amb vistes al Gran Canal, a l'esquerra del Palau Adoldo, davant de l'església de Santa Maria di Nazareth i als peus del pont dels Scalzi.

## Història
Construït al segle XVI, el palau Foscari Contarini va patir nombroses reformes durant els segles següents; va ser víctima d'un llarg període de decadència durant el segle XX, fins que va ser adquirit el 1951 per l'INAIL (Istituto Nazionale Assicurazione contro gli Infortuni sul Lavoro), que va restaurar completament el complex durant la segona meitat del segle.

## Descripció
El palau Foscari Contarini és un complex en forma d'U, amb dues façanes al Gran Canal, entre les quals un mur perimetral marca el límit del pati interior.
L'estil renaixentista de l'edifici es destaca sobretot, pel que fa a la façana dreta, pels arcs de la loggia del primer pis noble, que formen una gran finestra pentafòrica amb balustrada; el costat esquerre, en canvi, més desadornat cap al canal, on s'obren tres finestres monoforades en marcs de pedra amb balustrada, té una sèrie d'arcs de mig punt a la façana que dóna al pati, segons el motiu que caracteritza l'ala dreta.